# Silnice D5
Silnice D5 (chorvatsky Državna cesta D5) je silnice v Chorvatsku. Je dlouhá 123,1 km. Slouží především k mimodálničnímu spojení mezi Viroviticí a bosenskou Gradiškou, nebo též mezi Maďarskem a Bosnou a Hercegovinou.